# ワイルド・スピードX2
『ワイルド・スピードX2』（原題: 2 Fast 2 Furious）は、2003年公開されたアメリカ映画。ワイルド・スピードシリーズ第2作で、ストリートレース及びスポーツコンパクトを題材にしたカーアクション映画。舞台はフロリダ州マイアミ。

## ストーリー
容疑者逃亡幇助の罪で警察官の立場を追われることとなったブライアン・オコナーは、各地を転々としながらやがて辿り着いたマイアミでストリートレースに興じ、その高い実力からカリスマレーサーとして名を上げていた。ある日、友人でマイアミのレースを取り仕切るテズ・パーカーから参加を持ちかけられたレースでいつも通り勝利を攫ったブライアンは、レース会場にいた女性モニカ・フェンテスに声をかける。しかし、その直後会場に多数の警察車両が駆けつけ、ブライアンは身柄を拘束されてしまう。モニカはブライアンの確保のために潜入していたICE捜査員であった。
拘束されたブライアンの前に顔馴染みの捜査官ビルキンスが現れる。ビルキンスはブライアンに対し、マイアミを牛耳るカーター・ベローンという貿易商兼麻薬密売人が運び屋として優秀なドライバーを探していることを明かし、犯罪歴の帳消しと引き換えに、ベローンがボスを務める国際的麻薬密売組織への潜入捜査の話を持ちかける。ブライアンは車についての知識が希薄な捜査員を相棒にすることを嫌い、自ら相棒を選定することを条件に潜入捜査に協力する。
ブライアンは、出所後自宅謹慎となっている旧友のローマン・ピアースのもとを訪れる。ブライアンが警官になったことが自身の逮捕に繋がったと思い込んでいたローマンはブライアンの顔を見るなり罵声を浴びせるが、ブライアンとビルキンスはブライアンと同じく前科の抹消を約束しマイアミ行きを説得する。ブライアンとローマンはモニカとともにベローンの邸宅を訪れ、そこで集められた他のドライバー達と共に押収されたベローンの車から「大切な物」を持ち帰るよう命じられる。持ち帰った者をドライバーとして雇うという試験を課せられた2人だったが、無事レースを勝ち抜き潜入に成功するのであった。しかし、レースに参加した2人を「逃げた」と思い込んだ捜査員のマーカムが現れたことから、FBIから支給されていたランサーエボリューションとエクリプスにはGPSが搭載されており、FBIに監視されていることが判明する。
その後、2人はベローンに招かれたパーティにてベローンが地元警察を拷問の末に買収する場面を見せつけられる。計画は2日後と指定された2人だったが、翌朝ブライアンのもとにモニカが現れる。モニカは計画の全容とベローンが計画の末に2人を消そうとしていることをブライアンに打ち明けるのだった。こうして判明したベローンの計画をビルキンスらに打ち明ける2人に対し、マーカムは2人を囮としてベローン逮捕を狙う強行策を講じる。これを受けたブライアンはテズに連絡を入れる。そしてその夜、ブライアンとローマンは互いに疎遠になった当時の心境を明かし改めて友情を確かめ合うのであった。
計画当日、予定通りベローンの部下を乗せてトレーラーハウスに隠されていた金を積み込み、受け渡し場所である飛行場へ向かおうとする2人であったが、買収されていたはずの地元警察がベローンに反旗を翻し出動に向かったことで、市街地や高速道路でのカーチェイスに発展する。やがて、2人はあらかじめテズに準備を頼んでいた大型のガレージに飛び込む。追っ手のパトカーが周囲を取り囲む中、ガレージから無数の車が飛び出し警察の目を撹乱、その間にGPSの付いていない車に乗り換えたブライアンらはまんまと監視の網から抜け出す。
ところがその直後、ブライアンは同乗する部下から別の目的地を告げられる。ベローンはマーカムが独断で飛行場を突撃したことから、モニカ、ブライアン、ローマンらがFBIの差し金で潜入していることを看破し、計画を変更していたのであった。計画変更を知る前に部下を車外に放り出してしまっていたローマンと離れ、ブライアンは新たな目的地でベローン、モニカと再会を果たす。危うく始末されかかるブライアンだったが、駆けつけたローマンの助けで部下を返り討ちにし、モニカの救出を図る。
フェリーでの逃亡を図るベローンに対し、ブライアンは猛スピードでシボレー・カマロを駆り、土手からの大ジャンプでフェリーに突入する。ショットガンを向けるベローンにブライアンは拳銃で応戦し、モニカの助太刀もあって無事にベローンを取り押さえた。
駆けつけたマーカムに運んでいた現金入りのバッグを6つ全て引き渡すローマン。しばらくマイアミに住むという彼に対しブライアンは修理屋を始めることを提案する。「資金が無い」ととぼけるローマンだったが、そのベルトにはいくつもの札束が挟み込まれていた。

## 登場人物
ブライアン・オコナー（愛称：ブライアン、ブリット）
元ロス市警の白人青年。マイアミのストリートレースでカリスマレーサーとして君臨し、「ブリット（弾丸）」と呼ばれるようになっていた。
ある日のレースで勝利後、突如現れたFBIに拘束され、前科を帳消しにする代わりにベローンへの潜入捜査をするよう命じられる。
ローマンによると女癖が悪いらしく、過去に女絡みのトラブルを起こしている。前作では潜入対象の1人であったミア・トレットと関係を持ち、本作でもあっさりとモニカに惹かれていく。
ローマンが逮捕された当時、何も知らず新米であったが故に何も力になれなかったことに引け目を感じており、前作での逃亡幇助に繋がったと語っている。
ローマン・ピアース（愛称：ローマン、ローム）
ブライアンの幼馴染みの黒人。警察嫌い。車泥棒と強盗幇助で計3年の前科があり、自宅謹慎のために発信機をつけられている。バーストーのトレーラーハウスで暮らしている。
言動は幼稚で豪胆かつ粗暴。手元にあるものは何でもくすねてしまうなど、手グセが悪い。
車泥棒で逮捕されたのがブライアンが警官になって間もなかったことから、逮捕されたのはブライアンのせいだと思い込みそれ以来彼を憎んで疎遠になっていた。潜入捜査の協力の依頼に来たブライアンと早速殴り合いになる。
ブライアンとともに過ごすうちに、逮捕されたのはブライアンのせいではなく自分の責任だとブライアンへの態度を悔い改め、再び友情を取り戻した。
かなりの大食いであり「刑務所でろくでもない食事を摂らされたから今のうちに食っとく」と語っている。よそ見をしながらの走り、急ブレーキで停車、バック走行等ブライアンが度々見せるテクニックの数々は、自分がブライアンに仕込んだものであると主張している。
モニカ・フェンテス
マイアミのレースにブライアン達をスカウトに現れたICE捜査員。ベローンの麻薬組織に潜入しており、ベローンの秘書のような仕事をしている傍ら、エキゾチックな美貌とセクシーな色気をベローンに買われて彼の愛人になっている。そのためローマンには裏切りを疑われている。
ブライアンに対しては度々思わせぶりな態度を取り、満更でもない様子を見せるブライアンとともにローマンの顰蹙を買う。
カーター・ベローン
麻薬密売組織のボス。アルゼンチン生まれ・マイアミ育ち。残忍な性格で、賄賂を要求してきた地元警官を逆に拷問・脅迫してから警察の捜査を妨害させるなど、その手口は非常に残忍で汚く、容赦がない。モニカを片腕として使いながら、自分の女としても側に置いている。モニカがブライアンたちと少し親しげに話をしただけで近付くなと警告しており、少なくとも本気で惚れているようである。
テズ・パーカー（愛称：テズ）
マイアミの表から裏まで全てを知る「マイアミの顔」。カーカスタムショップを経営しており、ストリートレースや自身のガレージの湖での水上バイクレースまで手広く取り仕切る。また、様々な筋と商売を行うおかげで様々な物資の調達も可能。
過去に200km/hの速度で壁に激突した事故によるトラウマから、自らレースには参加しないと語っている。
スーキー
アジア系の女性。ピンクのS2000（AP1型）に乗るへそ出しが特徴のストリートレースの花形レーサー。数々のレーサーが彼女をモノにしようと挑戦しているが、ことごとく追い抜いて男のプライドをズタズタにしている。テズのガレージが溜まり場らしく、水上レースをよく見物している。ブライアンとも比較的仲はいい。
ジミー
テズのガレージに勤務するメカニックのアジア系青年。FBIがブライアンとローマンに支給したランエボとエクリプスに複雑な配線が施されたGPSが搭載されていることを説明する。
借金を抱えているらしく、返済資金のためにテズら相手に賭けトランプに挑んでいるが悉く負けている模様。
ロベルト、エンリケ
ベローンの部下。少なくともエンリケの方は運転が得意でないようで、ランエボにジャマーが撃ち込まれた際にそれを外そうとしたブライアンからハンドルを任された時には焦りを見せていた。
ビルキンス捜査官
恰幅のいい黒人のFBI捜査官。ブライアンとは旧知の仲であり、ブライアンに対して前科の抹消と引き換えに捜査への協力を持ちかける。
マーカム捜査官
白人のICE捜査員。ブライアンとローマンをあまり信頼しておらず、特にローマンとは悉く馬が合わない。
独断で行動が裏目に出ることが多く、飛行場での突撃はモニカらの素性をベローンに悟らせてしまう結果となった。
ダン捜査官
マーカムの部下。ブライアンの相棒として紹介されるも、ブライアンからの車の質問に見せかけたでまかせの質問にまともに答えてしまって車についての知識の無さを露呈し、コンビ結成を断られる。

## スタッフ
- 監督 - ジョン・シングルトン
- 製作 - ニール・H・モリッツ
- 製作総指揮 - マイケル・フォトレルリー・R・メイズ
- キャラクター - ゲイリー・スコット・トンプソン
- 原案 - ゲイリー・スコット・トンプソン、マイケル・ブラント、デレク・ハース
- 脚本 - マイケル・ブラント、デレク・ハース
- 撮影 - マシュー・F・レオネッティ
- 編集 - ブルース・キャノン、ダラス・プエット
- 音楽 - デヴィッド・アーノルド

## 出演
| 役名                 | 俳優                               | 日本語吹替 | 日本語吹替                                                                                              | 日本語吹替   |
| 役名                 | 俳優                               | ソフト版 | テレビ朝日版                                                                                            | ザ・シネマ版 |
| -------------------- | ---------------------------------- | --- | --- | ------------ |
| ブライアン・オコナー | ポール・ウォーカー                 | 森川智之 | 堀内賢雄                                                                                                | 高橋広樹     |
| ローマン・ピアース   | タイリース・ギブソン               | 楠大典 | 乃村健次                                                                                                | 松田健一郎   |
| モニカ・フェンテス   | エヴァ・メンデス                   | 朴璐美 | 山像かおり                                                                                              |              |
| カーター・ベローン   | コール・ハウザー                   | てらそままさき | 中田和宏                                                                                                |              |
| スーキー             | デヴォン青木                       | 小池栄子 | 弓場沙織                                                                                                |              |
| テズ・パーカー       | クリス・“リュダクリス”・ブリッジス | 江川央生 | 菅原正志                                                                                                | 渡辺穣       |
| ビルキンス捜査官     | トム・バリー                       | 郷里大輔 | 藤本譲                                                                                                  | 辻親八       |
| マーカム捜査員       | ジェームズ・レマー                 | 水野龍司 | 谷口節                                                                                                  |              |
| オレンジ・ジュリウス | アマウリー・ノラスコ               | 三宅健太 | 西凜太朗                                                                                                |              |
| スラップ・ジャック   | マイケル・イーリー                 | タケムラアキラ | |              |
| ジミー               | ジン・オウヤン                     | 石田彰 | 奈良徹                                                                                                  |              |
| ダン捜査員           | エドワード・フィンレイ             | 青羽剛 | 遊佐浩二                                                                                                |              |
| エンリケ             | モー・ガリーニ                     | 木村雅史 | |              |
| ロベルト             | ロベルト・“サンズ”・サッチェズ     | 石井隆夫 | 手塚秀彰                                                                                                |              |
| ダーデン             | エリック・エテバリ                 | 船木真人 | 矢尾一樹                                                                                                |              |
| コーピー             | ジョン・セナティエンポ             | 斎藤志郎 | |              |
| ホイットワース刑事   | マーク・ブーン・ジュニア           | 辻親八 | 後藤哲夫                                                                                                |              |
| その他声の出演       | その他声の出演                     | 竹村叔子 遠藤純一 杉本ゆう 田村聖子 水落幸子 伊藤亜矢子 加藤悦子 葛谷知花 新垣樽助 上田燿司 大畑伸太郎 大野エリ 塩山由佳 水野光太 | 内田聡明 稲葉実 増岡太郎 ちふゆ 棚田恵美子 河野智之 武虎 三浦潤也 武田華 御子柴明子 瑚海みどり 柴山平和 |              |
| 日本語版制作スタッフ |                                    | | |              |
| 演出                 |                                    | 三好慶一郎 | 鍛治谷功                                                                                                |              |
| 翻訳                 | 菊池浩司                           | 平田勝茂 | 平田勝茂                                                                                                |              |
| 調整                 |                                    | 住谷真 | 飯村靖雄                                                                                                |              |
| 効果                 |                                    | | リレーション                                                                                            |              |
| 制作                 |                                    | 東北新社 | ブロードメディア・スタジオ                                                                              |              |

- テレビ朝日版：初回放送2006年4月23日『日曜洋画劇場』

## 劇中に登場する主な車両
三菱自動車工業
- CT9A LANCER EVOLUTION VII・・・ライム・ゴールド（House of Kolor製Orion Silver＋Kandy Limegold）。当局製作。ブライアンの搭乗車。
DAMD製ボディキット、ARC製マジックウィングを装着。ホイールはMotegi Racing FF5を装着。NX社製ナイトラス・オキサイド・システム、A'PEXi製のブーストメーターを搭載など。フロントスカートの中央にRALLIARTのロゴに加えサイドにバイナルグラフィックスとクラリオン製のカーAVを施していた。
物語終盤、パトカーに追跡されながら猛スピードを出した途中でGT-Rと同じジャマーが打ち込まれてしまうが、ブライアンが走行中に自力で解除する。その後はスクランブルのどさくさに紛れてテズが運転する。
なお、設定上はランエボとされるがテールランプの形状から標準のランサーを使用していると思われるカットがある。(6代目ランサーのテールランプ側面は標準車が前方に向かってとんがっているのに対し、CT9AエボはⅦからⅨMRまですべて三角形の部分が切り落とされた形状をしている。マイアミ警察の大群に追跡されるシーンや巻末CGアニメ等を見る限り前者である。)
- Eclipse GTS
  - 3代目スパイダー･･･パープル（House of Kolor製Pavo Purple）にエアブラシによるカスタムペイント。ローマンの搭乗車。
NX社製ナイトラス・オキサイド・システム、TLC製のブーストメーターを搭載、アルミホイールはLowenhart BR5（タイリース・ギブソンが個人で仕入れたものを使用している）。ランエボVIIと同様、フロントスカートに同じラリーアートのロゴを施していた。エアブラシによるグラフィカルなカスタムペイントは当初、映画の美術班がクモをモチーフにデザインしたものだったがタイリース（ローマン）が色とデザインの面で気に入らなかったためタイリースが自分でデザインし直した物を劇中では使用している。劇中では違うエンジン音が使われている。
ランエボと共に猛スピードを出しパトカーに追跡され、その後スクランブルのどさくさに紛れてスーキーが運転する。
他にも序盤エピソードでブライアンを助ける女性が運転するミント色の同車も登場。
  - 2代目(D32)ハードトップ・・・レッド。ローマンより年式は一つ古いハードトップモデル。スクランブルで登場。前作では緑の同車がブライアンの愛車だった。
- チャレンジャー・・・ダークグリーン。トレイルブレイザー同様、それらに抜かされる。
- 3000GT・・・日本名GTO。レッド。撮影に使われたのはダッジ・ステルスがベースだというが作中ではGTO仕様となっている。序盤エピソードでブライアンが搭乗。後述の通り途中で警察に見つかり乗り捨てR34GT-Rに乗り換えた。

本田技研工業
- AP1 S2000・・・ピンク（House of Kolor製特注色。色名はNE-514）。スーキーの愛車。VeilSide製エアロパーツを装着。他はRO_JA製のアルミホイール（RO_JA GTM）。NX社製ナイトラス・オキサイド・システムを搭載、A'PEX製のEL式追加メーター、モニタリングコンピュータ（架空のシステム）。
バトルで橋からジャンプした時にフロントスポイラーが外れるが後に元通りに修復され、終盤でのスクランブルでは彼女の仲間と思われる女性2人が運転して登場していた。
- NA1 NSX・・・ゴールド/マルーンに金文字モノグラム柄。GTウイング装着。テズの愛車。
- インテグラ・・・ブラック。MR-Sと同様、浜辺近くの自動車整備工場らしきところで登場。
- シビック・・・セダン、クーペ、ハッチ、共に登場。BOMEX仕様のEM1型クーペがブライアンの3000GT/ダッジ・ステルスと勝負する。
- アコード・・・ブラック。クーペのみ。

日産自動車

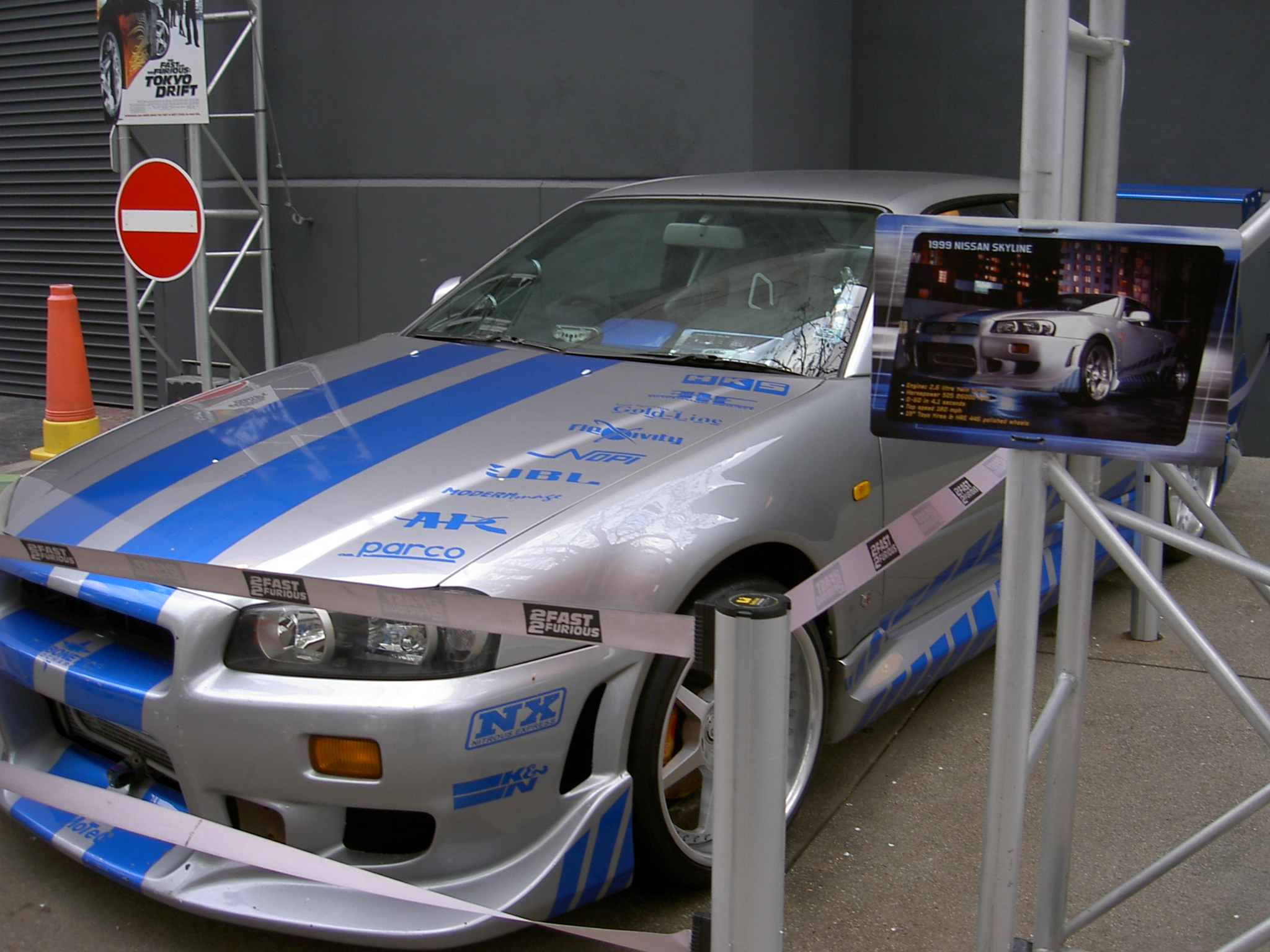
映画で登場したスカイラインGT-R

- BNR34 SKYLINE GT-R・・・序盤エピソードでダッジ・ステルスに代わる車両としてブライアンが中古車店で購入した。登場時には既にいくらかのチューニングが施されていた車両でミントグリーンに塗装されていたが、ブライアン自身が塗装ブースを借りてシルバー（House of Kolor製Platinum Pearl Silver)に塗装した。本編はボディにブルーのバイナルグラフィックスを施しており同色のネオン管を装着。助手席を外しNX社製ナイトラス・オキサイド・システムを多連装で搭載、C-WEST製エアロパーツを装着。他にも、A'PEXi製のEL式追加メーター、HKS製の排気システム、日立製の電気式4WDシステムを搭載。
物語序盤のストリートレースでは橋からジャンプしたものの無傷でゴールしたが、そのレースが終わった後、警官隊に囲まれ電子機器を狂わせる兵器（ジャマー。E.S.Dとも。架空の警察装備品）を打ち込まれ機能停止（パーキングメーターにぶつかってフロント大破）。その後ワイルド・スピード MAXにて「壊した」と発言している。しかし明らかに不自然な壊れ方しているが実際にも撮影中にフロントが壊れるホントの事故起こしたという。尚、本作のスカイラインGT-Rは本物を使用しているがエンジン音はRB26ではなく何故か2JZの音が使われている。
- Z32・Z33 フェアレディZ・・・Z32はオレンジのものが最初のシーンで登場。また、Z33はホワイト＆花飾りのものがテズ経営の自動車部品店外の浜辺でスーキーがスケッチブックで描いたスポーツカー。他はグレーも登場。
- S14・S15 シルビア（240SX）・・・ダークブルー。S15は最初に登場。S14は多色で登場している。S15も同様で登場。
- アルティマ・・・ダークグレー。リアビューのみ。バックしながら猛スピードで走るランエボやエクリプススパイダーに抜かされる。

マツダ
- FD3S RX-7・・・オレンジ（House of Kolor製 Ultra Orange pearl）。オレンジの愛車。Versus Motorsport製ワイドボディキットとRO_JA製アルミホイール（RO_JA Formula 5）を装着。
序盤のバトルで、ブリッジジャンプを躊躇し思いとどまったために無傷。ストーリー終盤のスクランブルでも再登場する。他色も登場する。
- MX-3・・・シルバー。S15の横で登場。
- ミレーニア・・・レッド塗装。RAYS製のメッキ塗装アルミホイールを装着。
- ファミリア・・・シルバー他、スクランブルで登場。

トヨタ自動車
- JZA80 スープラ RZ・・・ゴールド（House of Kolor製ゴールドマイン・パール）にジャック役のマイケル・イーリーのアフロヘアーをモチーフにしたバイナルグラフィックス。ジャックの愛車。
前作の撮影用に製作され、保管された車両をベースにVersus製TRDタイプワイドボディキットと、OZ Racing Super Leggera等の外装変更を施し撮影に使用。
序盤のバトルで登場。バトルで橋からジャンプした後、着地時の姿勢制御ミスによる衝撃によってフロントの足回りを破損し、制御不能になってそのままPEPSIの看板[2]に激突したが、後に修復されて終盤のスクランブルでも登場していた。シルバーやレッドの他車両も登場。
- ZZW30 MR-S VeilSide FORTUNE Model・・・ダークブルーやグレー。
- ZZT230 セリカ・・・シルバーの車体の他に、リア側にクリアレンズを装着したブルーの車体。
- JZZ30 ソアラ(レクサス・SC300)・・・レッド。

その他日本車
- 日野・FE(日本名：ライジング・レンジャー　角型4灯タイプ)・・・ホワイトツートン。4台のレース中に登場する運輸会社の4台のトラック。カーゴタイプ。
- スバル・GDB インプレッサWRX・・・ブルーが未公開シーンで登場。本編では白やオレンジ/紺の車体が自動車整備工場らしきところで登場。また白のGC8型もスクランブルのシーンで登場している。
- スズキ・GSX1300Rハヤブサ・・・レッド&シルバーのカスタムバイク。

米国車
ゼネラルモーターズ
- シボレーブランド車
  - 1969年式　カマロ イェンコ S/C 427・・・ブルーに白のストライプ。コーピーの愛車。ランエボVIIとエクリプスに警察の発信機が付けられている事が判明したブライアン達が、代わりの車を手に入れるべく、互いのクルマを賭けて持ち主とレースを行う。抜きつ抜かれつした末にランエボVIIが時速200km以上で追い抜き、ブライアンがこの車を手に入れる。助手席側にナイトロを装着し、シートが飛び出すように改造を施すも、作動不良でエンリケを飛び出させようとしても飛び出さなかった。その後、合流したローマンと共にエンリケを引きずり下ろしローマンを乗せてベローンの乗る船にダイブする[3]。
  - コルベット コンバーチブル C5・・・ダークグレー。ベローンの採用試験の際に挑戦者の愛車で登場。トラックに潰されたマスタングに衝突し、横転。撮影当初、このシーンは計画されておらず本当の事故であった。そのため1シーンのみ逃げる撮影スタッフが映りこんでいる。
  - トレイルブレイザー・・・ゴールド。逃走中のランエボVIIやエクリプスや追跡中のパトカーに抜かされる。
  - キャバリエ・・・ブルーメタリック。最初のシーンで登場。高速道路の一般車の中でも登場。
  - カプリス(9C1)・・・セダン版。4代目モデル。下記のクラウンビクトリア(P71)と同様、パトカー。同じくそれらを狙う。こちらは、1994年モデルと1995年モデルが登場する。
- キャデラックブランド車
  - ドゥビル・・ゴールド。ロベルトとエンリケが搭乗していた高級車。ブライアンとローマンを尾行していたが見破られ、フロントガラスに窓拭き用のスプレーを撒き散らし、ローマン所持のライターで放火され、すぐさま2人が上着ではたいて火を消した。

クライスラー
- クライスラーブランド車
  - PTクルーザー・・・レッド、シルバー他。
- ダッジブランド車
  - 1970年式 チャレンジャー R/T 426 HEMI・・・オレンジ。ダーデンの愛車。カマロと同様の経緯でローマンがこの車を手に入れた。カマロ同様シートを飛び出し可能に改造。こちらは上手く作動し、シートとドアごとロベルトをうまく海に飛び出させた。
  - ステルス(≒三菱・GTO)・・・レッド。序盤エピソードでのブライアンの愛車。この車でアメリカ各地を転々としながらストリートレースを勝ち続けていたが、警察に車を発見されたことで乗り捨てた。作中ではGTOのようになっているが実は撮影に使われてたのは本車ベースという。
  - バイパー・・・イエロー。ベローンの採用試験の際に挑戦者の愛車で登場。クライスラーの協力により、2003年モデルの最初の4台が提供され、レッドのボディカラーをイエローにリペイントして撮影に使用した。
  - デュランゴ・SLT・・・シルバー。ロベルトとエンリケが乗るSUV。大量の隠し金が保管された家に壁を壊すための大型のハンマーを積んでいる。直後、複数パトカーが現れた際にローマンがエンジンを掛けてアクセルペダルに岩を置き、スピードを上げ、パトカーを2台クラッシュさせた。
  - ラム・1500 Quad Cab SLT・・・レッドやブラック、オレンジ、ブルーの様々なトラック。最初のレースの準備は、レッドだが、スクランブルの最初は多色の色がパトカーを押し出し、潰し、破壊する。

フォード・モーター
- フォードブランド車
  - マスタング(サリーン・S281)・・・レッド。ベローンの採用試験の際に挑戦者の愛車で登場。2台のトラックの間を通ろうとして左右にぶつかり、トラック（種類的ではセミトラクタ）の後輪につぶされる。ドライバーの生死は不明。5代目マスタングをベースにした自動車メーカーサリーンのコンプリートカー。
  - エクスカージョン・リミテッド・・・2003年モデル。ベローンの逮捕用のパトロールトレーラー。
  - クラウンビクトリア ポリス・インターセプター(P71)・・・パトカー。250馬力程度しかないこの車両で激走するランエボやエクリプススパイダーを狙う。劇中では初代のほか2代目モデルが登場。
  - F-150・・・ゴールドのピッグアップトラック版（ジミー搭乗車）。SUVに続き2台目。
  - エクスプローラー・・・ワインレッド。リアビューのみ。夜の高速でブライアンのGT-Rに抜かされる。
  - エスケープ・・・ホワイトツートン。マスタングとコルベットがクラッシュの後に巻き込まれる。
- リンカーンブランド車
  - ナビゲーター・アルティメット・・・2代目モデル。ベローンとモニカを乗せた黒のSUV。（フェリーへ出発）別の黒いSUVも登場（飛行場へ出発）するが、ベローン達を乗せているSUVではない。他は上記のエクスカージョンと同様、パトロールトレーラーを使用している。同じ黒（リアビューのみ）。
  - アビエーター・・・上記のナビゲーターのミドルサイズ版。グレー。テズの自動車整備工場で登場。このSUVはジミーの愛車で、上記のナビゲーターよりカスタマイズしている。

ドイツ車
- ポルシェ・911 996・・・ブルー。ベローンの愛車。
- フォルクスワーゲン・ゴルフ・・・オレンジ。ジミー率いる浜辺に近き自動車整備工場と思われる所で登場。
- オペル・スピードスター・・・作中未登場だが当初のはオレンジのマシンになるはずだった車。ボディカラーもRX-7と同じ仕様。
- BMW
  - 3シリーズ
    - 標準車・・・レッド。セダン。ボディ、ホイール共に真っ赤にしていた。終盤ではクーペ、セダンが登場。多彩多色。
    - M3 オープンモデル・・・ダークグレー。ベローンの採用試験の際に挑戦者の愛車で登場。IC分岐帯のクッションドラムに衝突。セミオートマチックモデル。BCデザイン製ワイドボディキット及び、Giovanna製ホイール（Giovanna 5 Star）を装着。

  - BMW・Z3・・・オープンタイプ。ブルー。最初のシーンで登場。

その他
- フェラーリ
  - 360モデナ・・・コルサレッド。コンバーチブルタイプ。リトルハイチに駐車されていたベローンの愛車で、彼の部下になる為の試験に使用された。
  - F355・・・ダークブルー。ベローンの豪邸敷地内に停めてあった。
- ヒュンダイ・ティブロン・・・冒頭のテズがブライアンに電話するシーンでGK系が登場。また、ベローンの採用試験後のシーンに於いてRD系前期がテズのショップにあった。

その他、非常に多くの車両が登場する。

## テレビ放映
ゴールデンタイムのみ記載
| 回数 | 放送局     | 番組名             | 放送日        | 放送時間      | 放送分数 | 吹替版       | 平均世帯 視聴率 | 備考 |
| ---- | ---------- | ------------------ | ------------- | ------------- | -------- | ------------ | --------------- | ---- |
| 1    | テレビ朝日 | 日曜洋画劇場       | 2006年4月23日 | 21:00 - 22:54 | 114分    | テレビ朝日版 |                 |      |
| 2    | テレビ朝日 | 日曜洋画劇場       | 2007年10月7日 | 21:00 - 22:54 | 114分    | テレビ朝日版 |                 |      |
| 3    | テレビ東京 | 木曜洋画劇場       | 2009年1月15日 | 21:00 - 22:54 | 114分    | テレビ朝日版 |                 |      |
| 4    | TBS        | 水曜プレミアシネマ | 2012年5月16日 | 21:00 - 22:54 | 114分    | ソフト版     |                 |      |

## ソフト販売
2007年2月15日にHD DVD版、2009年9月18日にBlu-ray Disc版を発売。Blu-ray版は、本編の他にメイキングや未公開シーン、NGシーンなどの特典映像を収録。

## 受賞歴
- ラジー賞
  - ノミネート：最低リメイク及び続編賞、コンセプトが全てで中身空っぽ賞